# Clostridium polysaccharolyticum
Il Clostridium polysaccharolyticum è una specie di batterio appartenente alla famiglia delle Clostridiaceae.